# Val Russein
Val Russein är en dal i Schweiz.   Den ligger i kantonen Graubünden, i den östra delen av landet, 110 km öster om huvudstaden Bern.
Trakten runt Val Russein består i huvudsak av gräsmarker. Runt Val Russein är det glesbefolkat, med 13 invånare per kvadratkilometer.